# Janek Tombak
Janek Tombak (Poltsama, 22 de julio de 1976) es un ciclista estonio que fue profesional entre 1999 y 2009.

## Palmarés
| 1998 - 2.º en el Campeonato de Estonia en Ruta 2000 - 3.º en el Campeonato de Estonia en Ruta - 1 etapa del Tour del Porvenir 2001 - Campeonato de Estonia en Ruta 2002 - 2 etapas del GP Mosqueteiros - 1 etapa de los Cuatro días de Dunkerque - 1 etapa del GP do Minho - 1 etapa del Tour de Polonia - 3.º en el Campeonato de Estonia en Ruta 2003 - 1 etapa de la Ruta del Sur - Campeonato de Estonia en Ruta - 3.º en el Campeonato de Estonia Contrarreloj 2004 - 2.º en el Campeonato de Estonia en Ruta - 1 etapa de la Vuelta a Dinamarca | 2005 - Tour de Picardie - G. P. Tallin-Tartu - 3.º en el Campeonato de Estonia en Ruta 2006 - Elva Rattaralli - G. P. Tallin-Tartu 2007 - 1 etapa del Tour de Picardie - 1 etapa de Boucles de la Mayenne - Halle-Ingooigem 2008 - G. P. Cholet-Pays de Loire 2009 - Boucles de la Mayenne |

## Resultados en Grandes Vueltas y Campeonatos del Mundo
| Carrera         | Carrera         | 1999 | 2000 | 2001 | 2002 | 2003 | 2004 | 2005  | 2006 | 2007 | 2008 | 2009 |
| --------------- | --------------- | ---- | ---- | ---- | ---- | ---- | ---- | ----- | ---- | ---- | ---- | ---- |
|                 | Giro de Italia  | —    | —    | —    | —    | —    | —    | —     | —    | —    | —    | —    |
|                 | Tour de Francia | —    | —    | —    | —    | —    | Ab.  | 153.º | —    | —    | —    | —    |
|                 | Vuelta a España | —    | —    | Ab.  | —    | —    | —    | —     | —    | —    | —    | —    |
| Mundial en Ruta | Mundial en Ruta | —    | 57.º | —    | 31.º | 10.º | —    | —     | —    | —    | 36.º | Ab.  |

―: no participa

Ab.: abandono

## Equipos
- Cofidis (1999-2005)
- Kalev Chocolate Team (2006)[1]
- Jartazi-7Mobile (2006)[2]
- Jartazi-Promo Fashion Continental CT (2007)
- Mitsubishi-Jartazi (2008)
- Cycling Club Bourgas (2009)
- Geofco-Ville d'Alger (2012)[3]